# Dave Nutting
David Judd Nutting, noto più semplicemente come Dave Nutting (River Forest, 26 dicembre 1930 – Green Valley, 23 settembre 2020), è stato un informatico e scrittore statunitense, sviluppatore di videogiochi arcade e di flipper.
È stato autore del libro "Language of Nature: Quantum World Revealed".

## Gli inizi
Nutting si diplomò al Pratt Institute con una tesi sul disegno industriale e, dopo il servizio di leva, iniziò a lavorare presso la società di design Brooks Stevens Associates, dove partecipò a numerosi progetti, lavorando sui motori fuoribordo Evinrude, sulle pentole Mirro Aluminum Company, sui trattori agricoli Bolens, sui veicoli Studebaker, per 3M, sugli elicotteri Enstrom. Nutting disegnò anche la Jeep Grand Wagoneer.

## La Dave Nutting Associates
Nutting fondò nel 1970 la Dave Nutting Associates come centro di design ed ingegneria. Nel 1974 Dave vide nella vetrina di un negozio un orologio con display a LED, e lo acquistò. Tornato in ditta lo affidò a Jeff Frederiksen per analizzarlo e capire come funzionava. Con ciò che avevano trovato in quell'orologio essi costruirono il primo flipper con un display a LED per la visualizzazione del punteggio ed un sistema di controllo basato su microprocessore, un sistema molto più affidabile di quelli meccanici adottati fino ad allora.
Bally, un grosso produttore di flipper e macchine da gioco, vide nel 1974 il nuovo sistema di punteggio di Nutting e decise di acquistarlo, ma l'affare non fu concluso subito. Nutting, perciò, concesse nel frattempo il progetto ad una piccola fabbrica di Phoenix (Arizona), che lo utilizzò per il flipper Spirit of '76 del 1975, il primo flipper controllato da un microprocessore ad essere presentato sul mercato. Bally presentò un suo proprio flipper con il sistema di Nutting nel 1976, costringendo altri produttori di flipper, quali Williams, Gottlieb e Stern Electronics ad usare lo stesso sistema. Quando lo fecero, Bally li denunciò per violazione di diritto d'autore ma perse la causa.

## I videogiochi e la chiusura della società
Fu a metà degli anni settanta che la Dave Nutting Associates fu acquistata da Bally. Verso la fine degli anni '70 e l'inizio degli anni ottanta, Nutting si concentrò esclusivamente sulla progettazione di videogiochi. I giochi disegnati dalla ditta di Nutting e commercializzati da Midway Games, un'altra società del gruppo Bally, comprendono titoli quali Gun Fight (una rivisitazione del vecchio gioco arcade Western Gun di Taito), Sea Wolf, Wizard of Wor e Gorf.
La Nutting Associates creò anche la console giochi Astrocade commercializzata direttamente da Bally.
La società fu chiusa nel 1984 da Bally in seguito alla crisi dei videogiochi del 1983.